# 半吸血鬼
半吸血鬼（Dhampir）是一种神話中的生物，在东欧民间传说里是吸血鬼（Vampire）和人的混血，通常是由男吸血鬼和女人混血。半吸血鬼（Dhampir）這個詞在英文中有時會被拼成dhampyre、dhamphir或dhampyr。半吸血鬼擁有與吸血鬼相似的力量。在吉普赛传说里，人类和吸血鬼生的混血半吸血鬼，有足以对决吸血鬼的能力。一些半吸血鬼亦成为吸血鬼猎人。

## 例子
- 惡魔城系列－阿魯卡多
- 幽靈刺客(刀鋒戰士)－刀鋒
- 惡魔高校D×D—加斯帕·弗拉迪
- 暮光之城：破曉Ⅱ—芮妮思蜜·庫倫
- 吸血鬼獵人D—D
- VISUAL PRISON視覺監獄—結希安傑
- 徹夜之歌—夜守光
- 吸血鬼馬上死-半田桃
- 探險活寶：寶妹與皮姊-艾薇爾（星星）